# Liste der Kulturdenkmale in Stuttgart
In der Liste der Kulturdenkmale in Stuttgart sind alle unbeweglichen Bau- und Kunstdenkmale der Stadt Stuttgart und ihrer Stadtbezirke verzeichnet, die in der „Liste der Kulturdenkmale - Unbewegliche Bau- und Kunstdenkmale“ des Landesamts für Denkmalpflege Baden-Württemberg verzeichnet sind. Sie ist auf dem Stand vom 25. April 2008 und verzeichnet sind die folgenden unbeweglichen Bau- und Kunstdenkmäler.

## Aufteilung
Die Kulturdenkmale in Stuttgart sind in Teillisten nach Stadtbezirken aufgegliedert. Diese selbst wiederum in die jeweiligen amtlichen Stadtteile.
Die 23 Stuttgarter Stadtbezirke lassen sich in das innere und das äußere Stadtgebiet einordnen. Dabei entspricht das innere Stadtgebiet weitgehend der Stuttgarter Markung, wohingegen das äußere Stadtgebiet die Markungen der eingemeindeten Orte widerspiegelt.
Diese Liste ist nicht rechtsverbindlich. Eine rechtsverbindliche Auskunft ist lediglich auf Anfrage bei der Unteren Denkmalschutzbehörde der Stadt Stuttgart erhältlich.

## Legende
- Bild: Zeigt ein ausgewähltes Bild aus Commons, „Weitere Bilder“ verweist auf die Bilder der jeweiligen Denkmal-Kategorie.
- Bezeichnung: Nennt den Namen, die Bezeichnung oder die Art des Kulturdenkmals.
- Adresse: Nennt den Straßennamen und, wenn vorhanden, die Hausnummer des Kulturdenkmals. Die Grundsortierung der Liste erfolgt nach dieser Adresse. Der Link „Karte“ führt zu verschiedenen Kartendarstellungen und nennt die Koordinaten des Kulturdenkmals.
- Datierung: Gibt die Datierung an; das Jahr der Fertigstellung bzw. den Zeitraum der Errichtung. Eine Sortierung nach Jahr ist möglich.
- Beschreibung: Nennt bauliche und geschichtliche Einzelheiten des Kulturdenkmals, vorzugsweise die Denkmaleigenschaften.
- ID: Gibt die vom Landesamt für Denkmalpflege Baden-Württemberg vergebene Objekt-ID des Kulturdenkmals an. Eine ID des Denkmalamtes gibt es noch nicht.

| Nr.                        | Liste der Kulturdenkmale in Stadtbezirk | Lage                                  |
| -------------------------- | --------------------------------------- | ------------------------------------- |
| Innerer Stadtbezirk Nr. 1  | Stuttgart-Mitte                         | Lage des Stadtbezirks Stuttgart-Mitte |
| Innerer Stadtbezirk Nr. 2  | Stuttgart-Nord                          | Lage des Stadtbezirks Stuttgart-Nord  |
| Innerer Stadtbezirk Nr. 3  | Stuttgart-Ost                           | Lage des Stadtbezirks Stuttgart-Ost   |
| Innerer Stadtbezirk Nr. 4  | Stuttgart-Süd                           | Lage des Stadtbezirks Stuttgart-Süd   |
| Innerer Stadtbezirk Nr. 5  | Stuttgart-West                          | Lage des Stadtbezirks Stuttgart-West  |
| Äußerer Stadtbezirk Nr. 1  | Bad Cannstatt                           | Lage des Stadtbezirks Bad Cannstatt   |
| Äußerer Stadtbezirk Nr. 2  | Birkach                                 | Lage des Stadtbezirks Birkach         |
| Äußerer Stadtbezirk Nr. 3  | Botnang                                 | Lage des Stadtbezirks Botnang         |
| Äußerer Stadtbezirk Nr. 4  | Degerloch                               | Lage des Stadtbezirks Degerloch       |
| Äußerer Stadtbezirk Nr. 5  | Feuerbach                               | Lage des Stadtbezirks Feuerbach       |
| Äußerer Stadtbezirk Nr. 6  | Hedelfingen                             | Lage des Stadtbezirks Hedelfingen     |
| Äußerer Stadtbezirk Nr. 7  | Möhringen                               | Lage des Stadtbezirks Möhringen       |
| Äußerer Stadtbezirk Nr. 8  | Mühlhausen                              | Lage des Stadtbezirks Mühlhausen      |
| Äußerer Stadtbezirk Nr. 9  | Münster                                 | Lage des Stadtbezirks Münster         |
| Äußerer Stadtbezirk Nr. 10 | Obertürkheim                            | Lage des Stadtbezirks Obertürkheim    |
| Äußerer Stadtbezirk Nr. 11 | Plieningen                              | Lage des Stadtbezirks Plieningen      |
| Äußerer Stadtbezirk Nr. 12 | Sillenbuch                              | Lage des Stadtbezirks Sillenbuch      |
| Äußerer Stadtbezirk Nr. 13 | Stammheim                               | Lage des Stadtbezirks Stammheim       |
| Äußerer Stadtbezirk Nr. 14 | Untertürkheim                           | Lage des Stadtbezirks Untertürkheim   |
| Äußerer Stadtbezirk Nr. 15 | Vaihingen                               | Lage des Stadtbezirks Vaihingen       |
| Äußerer Stadtbezirk Nr. 16 | Wangen                                  | Lage des Stadtbezirks Wangen          |
| Äußerer Stadtbezirk Nr. 17 | Weilimdorf                              | Lage des Stadtbezirks Weilimdorf      |
| Äußerer Stadtbezirk Nr. 18 | Zuffenhausen                            | Lage des Stadtbezirks Zuffenhausen    |